# Spoorlijn Dalmose - Skælskør
De Spoorlijn Dalmose - Skælskør (Deens: Skælskørbanen) is een spoorlijn op Seeland in Denemarken.

## Geschiedenis
De spoorlijn werd op 15 mei 1892 door de Danske Statsbaner in gebruik genomen tegelijk met de spoorlijn Slagelse - Næstved. In oktober 1950 werd het personenvervoer stopgezet, daarna is de lijn in gebruik gebleven voor goederenvervoer.

## Huidige toestand
Thans is de lijn in gebruik als museumlijn.